# Can Xue
Pour les articles homonymes, voir Can.
Dans ce nom, le nom de famille, Can, précède le nom personnel.
Can Xue  (en chinois 残雪), pseudonyme de Deng Xiaohua (邓小华), née à Changsha, (province du Hunan) le 30 mai 1953, est une écrivaine chinoise.

## Biographie
Sa famille subit les purges du maoïsme et du mouvement antidroitier de 1957 alors qu'elle n'a que 4 ans. Ses parents sont assujettis à la « rééducation par le travail ». Durant le « grand bond en avant » qui entraîne une grande famine en Chine, sa grand-mère avec qui elle collectait des racines et des feuilles de chanvre pour calmer la faim meurt de faim en 1960. En 1963, elle rejoint l'école primaire où elle ne sera scolarisée que moins de trois ans, 1966 étant marqué par le début de la révolution culturelle de Mao Zedong. Son père est exhibé dans les rues sous les sarcasmes de la foule. De 1970 à 1977, elle travaille comme ouvrière dans une usine métallurgique. En 1977, elle épouse Lu Yong, camarade de classe de son frère aîné.
Can Xue utilise un style abstrait et surréaliste. Parmi ses influences, elle cite Franz Kafka, Albert Camus, Samuel Beckett, Saul Bellow et Jorge Luis Borges (notons qu'elle a écrit un essai sur Kafka (en 1999) et un autre sur Borges (en 2000)).
Elle commence sa carrière en publiant des nouvelles à partir de 1985, réunies dans un recueil, Dialogues en Paradis, en 1988.
Can Xue a été pressentie pour l'obtention du prix Nobel de littérature en 2011, 2023 et 2024.
Le 28 mai 2015, Can Xue se voit décerner le Best Translated Book Award (en) de fiction pour son livre The Last Lover ;  le même jour, elle est nommée parmi les finalistes du Neustadt International Prize for Literature 2016.

## Œuvre
Can Xue fait partie des écrivains qualifiés d'« avant-gardistes ». Sous l'influence de Kafka, son œuvre mêle cauchemar, horreur et absurde.
Can Xue a aussi écrit en partie le livret d'un opéra. En 2010, Can Xue et la compositrice Lin Wang coécrivent le livret d'un opéra de chambre contemporain commandé par la Biennale de Munich, Die Quelle (La Source). L'opéra est basé sur la nouvelle de Can Xue La Double Vie. Dans cet opéra, une jeune artiste nommée Jian Yi est déconstruite en différentes facettes incarnées par plusieurs rôles. Ils dialoguent sur scène ; l'assèchement et le renouvellement de la source au printemps symbolisent la perte et la reconquête de sa propre identité. Lin Wang compose la musique de Die Quelle, qui dure environ 85 minutes. Des instruments chinois comme le sheng, le guzheng et le sanxian sont utilisés. Un élément inhabituel présent dans cet opéra est son mélange entre la prononciation anglaise et l'intonation chinoise. Die Quelle a été créé le 9 mai 2010 à la Biennale de Munich.

## Œuvres traduites en français
Auteure d'une douzaine de romans, d'une vingtaine de nouvelles et d'un dizaine d'essais, elle est très peu publiée en France, avec seulement deux romans.
- Dialogues en Paradis, trad. Françoise Naour, Gallimard, 1992.
- Dialogue au paradis, trad. Lü Hua, dans Œuvres choisies des femmes écrivains, Littérature chinoise, « Panda », Pékin, 1995.
- La Rue de la boue jaune, Bleu de Chine, 2001,  (ISBN 2-910884-31-7).